# Kurzgeschichte
Die Kurzgeschichte ist eine moderne literarische Form oder Gattung der Prosa, deren Hauptmerkmal in ihrer Kürze liegt. Dies wird oft durch eine starke Komprimierung des Inhaltes erreicht. Der Begriff ist eine Lehnübersetzung des englischen Begriffs short story.

## Geschichte

### Entstehung
Die Entstehung der Kurzgeschichte hängt eng mit der Entwicklung des Zeitschriftenwesens im 19. Jahrhundert zusammen: „Zeitschriften boten den amerikanischen Autoren bessere Absatzmöglichkeiten als der Buchmarkt.“ Die Kurzgeschichte entstand als short story in der englischsprachigen, insbesondere der amerikanischen Literatur. Rip Van Winkle (1819) und The Legend of Sleepy Hollow (1820) von Washington Irving gelten als erste Kurzgeschichten der Weltliteratur. Edgar Allan Poe thematisierte die Kurzgeschichte auch in seinen ästhetischen Schriften. Nachdem die amerikanische Kurzgeschichte nach O. Henry und Stephen Crane um 1900 viel von ihrer Originalität verloren und auf das Niveau „mechanisch reproduzierbarer Plot(s)“ mit teils moralisierendem Schluss herabgesunken war, verdankt sie Sherwood Anderson eine Neubelebung, der sie wieder auf das Niveau zurückführte, das sie von Washington Irving bis zum Tode von Crane gehalten hatte. Anderson verwarf die Forderung nach einem spannenden Plot und einer Schlusspointe und setzte an dessen Stelle die slice of life story, die einen kurzen, aber entscheidenden Lebensabschnitt szenenhaft behandelt und den Charakter der Protagonisten aufscheinen lässt, ohne ihn vollständig zu durchleuchten. Das bedeutet nicht, dass gut gemachte plot stories mit ihrem Überraschungsschluss in der Folgezeit ihre Daseinsberechtigung verloren hätten. Doch gewann die Symbolik wie schon im 19. Jahrhundert erneut Bedeutung als Strukturprinzip. 
Zu den wichtigen amerikanischen Autoren der Folgezeit gehören Sinclair Lewis, F. Scott Fitzgerald, William Faulkner, Ernest Hemingway, Henry Slesar, Bernard Malamud und Grace Paley.
Im deutschsprachigen Raum wurde die Kurzgeschichte erstmals um 1900 aufgegriffen. Hier musste sie sich zunächst gegen andere etablierte Kurzformen (vor allem Novelle, auch Anekdote und Kalendergeschichte) durchsetzen. In der Folge wurde die Form auch von Autoren des Expressionismus (etwa Alfred Döblin oder Robert Musil) verwendet.

### In Deutschland
Die „deutsche Kurzgeschichte“ ist vor allem das Produkt der „Kahlschlag-“ oder „Trümmerliteratur“ nach 1945. Dieser Begriff bezeichnete in den Debatten der Zeit den Versuch, einen literarischen Neubeginn zu setzen, eine literarische „Stunde Null“ (Alfred Andersch) auszurufen. Indem sie auf die Form der Kurzgeschichte zurückgriffen, bezogen sich die Autoren dieser Zeit nicht nur auf amerikanische Vorbilder – als besonders einflussreich gilt Hemingway –, sondern setzten sich mit kurzen Texten in einer einfachen und sachlichen Sprache bewusst von den umfangreichen, pathetischen und ideologisch aufgeladenen Werken der Literatur unter dem Nationalsozialismus ab. Der neue Stil entsprach dem Programm der Gruppe 47, deren Autoren wesentliche Beiträge zur Entwicklung der Gattung leisteten.

„Die Männer des Kahlschlags […] wissen, oder […] ahnen es doch mindestens, daß dem neuen Anfang der Prosa in unserem Land allein die Methode und die Intention des Pioniers angemessen sind. Die Methode der Bestandsaufnahme. Die Intention der Wahrheit. Beides um den Preis der Poesie. Wo der Anfang der Existenz ist, ist auch der Anfang der Literatur.“

Bis in die 1950er Jahre setzen sich viele Kurzgeschichten kritisch mit der Nachkriegszeit auseinander. Vor allem Wolfgang Borchert thematisiert unmittelbar die Probleme der Kriegsheimkehrer, die Armut Ende der 1940er Jahre (etwa in Das Brot), die Schwierigkeiten der Soldaten, sich im Frieden zurechtzufinden. Kern seiner Kurzprosa ist dabei die grundlegende Ablehnung des Krieges und die Suche nach „Menschlichkeit in den Ruinen“ (so in Nachts schlafen die Ratten doch). Auch bei anderen Autoren steht nicht die große Politik im Vordergrund, vielmehr gehen sie in einfach umrissenen Situationen allgemein-menschlichen Phänomenen wie Kommunikationsmangel, Statusdenken, Denunziantentum (so etwa Ilse Aichinger in Das Fenster-Theater) und Unverständnis zwischen den Generationen (z. B. Peter Bichsel in  Die Tochter oder Walter Helmut Fritz in Augenblicke) nach.
Bekannte Kurzgeschichtenautoren der Nachkriegszeit (mit ihren Erstlingswerken in der Gattung) sind Ilse Aichinger (Das vierte Tor, 1945), Wolfdietrich Schnurre (Das Begräbnis, 1946), Wolfgang Borchert (Sammlung Die Hundeblume, 1947), Elisabeth Langgässer (Sammlung Der Torso, 1947), Heinrich Böll (Der Mann mit den Messern, 1948), Wolfgang Weyrauch (Sammlung Tausend Gramm, 1949), Siegfried Lenz (Sammlung So zärtlich war Suleyken, 1955), Alfred Andersch (Sammlung Geister und Leute, 1958), Gabriele Wohmann (Erzählungen Mit einem Messer, 1958), Marie Luise Kaschnitz (Sammlung Lange Schatten, 1960), Hans Bender (Fondue oder Der Freitisch, 1961), Heinz Piontek (Sammlung Kastanien aus dem Feuer, 1963) und Erwin Strittmatter (Ein Dienstag im Dezember, 1971).
Ab Mitte der 1960er Jahre verlor die Kurzgeschichte einen Teil ihrer Bedeutung. Mit dem Aufschwung des Wirtschaftswunders veränderten sich die gesellschaftlichen Rahmenbedingungen. Die Kurzgeschichte, die ihrem Wesen nach laut Ruth J. Kilchenmann „aggressiv, provozierend, antibürgerlich, erregend“ ist, verlor nicht nur die Thematik der Erschütterung der unmittelbaren Nachkriegszeit, sondern passte immer weniger in eine bürgerliche Gesellschaft. Sowohl die inzwischen etablierten Autoren der Nachkriegszeit als auch die junge Schriftstellergeneration wandten sich anderen literarischen Formen zu.
Weitere Komprimierung und Reduktion führten zur Kürzestgeschichte, zu deren Autoren unter anderem Peter Bichsel, Kurt Marti, Helga M. Novak, Thomas Bernhard und Ror Wolf zählen.

### Entwicklungen
Die Verleihung des Literaturnobelpreises 2013 an Alice Munro, deren Werk ausschließlich aus Kurzgeschichten besteht, hat der Gattung starke Aufmerksamkeit verschafft. In den Zeiten des Internets erlebt sie darüber hinaus in zahlreichen Portalen ein Revival.

## Merkmale
Gattungsprinzip der Kurzgeschichte ist ihre „qualitativ angewandte Reduktion und Komprimierung, die alle Gestaltungselemente einbezieht und sich dementsprechend auf die Suggestivkraft der Kurzgeschichte auswirkt.“ Es gibt keine einheitlichen Merkmale, die auf alle Werke zutreffen, die als „Kurzgeschichte“ bzw. „short story“ bezeichnet werden. Trotzdem lassen sich einige Merkmale finden, die vor allem für die deutsche Kurzgeschichte der Jahre 1945–1955 kennzeichnend sind. Als übergreifende ästhetische Qualitäten erscheinen:
- Die Geschichte soll in einem Leseakt gelesen werden können.
- Die Aussage des Textes ist  nicht auf den ersten Blick ersichtlich und vieles muss vom Leser durch Lesen zwischen den Zeilen und Verknüpfen von Handlungen erschlossen werden (Eisbergmodell).

Daneben lassen sich Erzähltechnik und Sprache sowie Themen, Handlung und Personen, wie folgt, charakterisieren.

### Erzähltechnik und Sprache
- Meist berichtet ein personaler Erzähler aus der Distanz, in einigen Texten aber auch ein Ich-Erzähler (z. B. in Wolfgang Hildesheimers Kurzgeschichte Ich schreibe kein Buch über Kafka), oder ein auktorialer Erzähler (wie in Günter Bruno Fuchs’ Ein Baumeister hat Hunger).
- Es gibt keine oder nur eine sehr kurze Einleitung (Exposition). Stattdessen erfordert die kurze Form den sofortigen Einstieg in die Handlung (in medias res), etwa durch Einführen der noch unbekannten Personen durch Pronomina.
- Der kurzen Form entsprechen daneben Techniken der Verdichtung durch Aussparungen, Andeutungen, Metaphern und Symbole.
- Als typisch gilt das chronologische Erzählen hauptsächlich im Präteritum, teilweise werden verschiedene Handlungsabläufe durch innere Monologe und Einblendungen miteinander kombiniert und so simultan behandelt.
- Die erzählte Zeit beträgt meist nur wenige Minuten oder Stunden, häufig wird das Geschehen auf wenige Augenblicke, eine exemplarische Situation, ein Bild oder eine Momentaufnahme reduziert.
- Typisch ist ein lakonischer Sprachstil, die Verwendung von Alltagssprache, teilweise auch Dialekt oder Jargon.
- Zugrunde liegt der literarischen Gestaltung dabei zumeist eine verborgene Doppelbödigkeit oder Mehrdeutigkeit: Das geschilderte Alltagsereignis verweist auf komplexere Probleme, die oft über Metaphern und Leitmotive zu erschließen sind.
- Ein offener Schluss, häufig mit einer Pointe, veranlasst den Leser dazu, über das Geschehen nachzudenken; denn es bleiben noch Fragen offen; der Leser muss zwischen den Zeilen lesen.
- Wertungen, Deutungen und Lösungen werden dagegen weitgehend vermieden.

### Themen, Handlung und Personen
- Typisch ist eine konfliktreiche, häufig nur skizzenhaft dargestellte, dabei von Emotionen geprägte Situation.
- Ein oder zwei oft typisierte Hauptpersonen stehen im Mittelpunkt (es gibt jedoch auch Kurzgeschichten mit deutlich mehr Hauptpersonen). Personen werden nur in Aspekten beschrieben und charakterisiert.
- Die Geschichte spielt nur an wenigen Orten.
- Die Handlung ist meist einsträngig und äußerst knapp.
- Ein entscheidender Einschnitt aus dem Leben der handelnden Person oder Figur wird erzählt. Meist gibt es einen Glückswechsel (Peripetie), oft auch eine Epiphanie (ein Begriff von James Joyce), also einen Augenblick, in dem das Leben des Protagonisten oder sein Wesenskern in neues Licht getaucht erscheint, oder ein Initiationsprozess wird aus Sicht des Kindes oder eines Erwachsenen beschrieben.
- Betont wird die Alltäglichkeit von Handlung und Personen, die weder aus der Masse herausragen noch heldenhaft auftreten: „ein Stück herausgerissenes Leben“ (Schnurre 1961).

Viele Autoren verstehen die Kurzgeschichte als offene Gattung und experimentieren mit verschiedenen Elementen anderer Genres, etwa Aspekten von  Fabeln, Märchen oder  Sagen.

### Textsammlungen
- Werner Bellmann (Hrsg.): Klassische deutsche Kurzgeschichten. Reclam, Stuttgart 2003, ISBN 978-3-15-018251-2 (33 Geschichten aus dem Zeitraum von 1945 bis 1965).
- Werner Bellmann und Christine Hummel (Hrsg.): Deutsche Kurzprosa der Gegenwart. Reclam, Stuttgart 2005, ISBN 3-15-018387-1 (30 Texte aus dem Zeitraum von 1965 bis 2004).
- Manfred Durzak (Hrsg.): Erzählte Zeit. 50 Kurzgeschichten der Gegenwart. Reclam, Stuttgart 1980. ISBN 3-15-009996-X.
- Herbert Fuchs, Ekkehart Mittelberg: Klassische und moderne Kurzprosa. Varianten – kreativer Umgang – Interpretationsmethoden. Texte und Materialien (Reihe Klassische Schullektüre). Cornelsen, Berlin 1999. ISBN 3-464-52232-6; sechste Auflage unter dem Titel: Klassische und moderne Kurzgeschichten. Varianten – kreativer Umgang – Interpretationsmethoden. Texte und Materialien. Cornelsen, Berlin 2005. ISBN 3-454-52180-7.
- Wolfgang Salzmann (Hrsg.): Siebzehn Kurzgeschichten, mit Materialien. Klett, Stuttgart 1982, ISBN 3-12-261220-8.
- Herbert Schnierle-Lutz (Hrsg.): Schlaglichter. Zwei Dutzend Kurzgeschichten. Mit Materialien. Klett, Stuttgart 2001. ISBN 978-3-12-262731-7.

### Interpretationshilfen
- Werner Bellmann (Hrsg.): Klassische deutsche Kurzgeschichten. Interpretationen. Reclam, Stuttgart 2004, ISBN 3-15-017525-9 (33 Interpretationen zu den Texten der 2003 bei Reclam veröffentlichten Anthologie).
- Werner Bellmann und Christine Hummel (Hrsg.): Deutsche Kurzprosa der Gegenwart. Interpretationen. Reclam, Stuttgart 2006, ISBN 3-15-017531-3 (Interpretationen zu den 30 Texten der 2005 bei Reclam veröffentlichten Anthologie).
- Herbert Fuchs, Ekkehart Mittelberg: Klassische und moderne Kurzprosa. Varianten – kreativer Umgang – Interpretationsmethoden. Texte und Materialien (Reihe Klassische Schullektüre). Cornelsen, Berlin 1999. ISBN 3-464-52232-6; sechste Auflage unter dem Titel: Klassische und moderne Kurzgeschichten. Varianten – kreativer Umgang – Interpretationsmethoden. Texte und Materialien. Cornelsen, Berlin 2005. ISBN 3-454-52180-7.
- Hans-Dieter Gelfert: Wie interpretiert man eine Novelle und eine Kurzgeschichte? Reclam, Stuttgart 1993, ISBN 3-15-015030-2.
- Michael Hanke (Hrsg.): Amerikanische Short Stories des 20. Jahrhunderts. Reclam, Stuttgart 1998.
- Rainer Könecke: Interpretationshilfen. Deutsche Kurzgeschichten 1945–1968. Zweite Auflage. Klett, Stuttgart und Dresden 1995.
- Rainer Könecke: Deutschsprachige Kurzprosa zwischen 1945 und 1989. Interpretationen, thematische Bezüge sowie Überlegungen zu ihrem produktionsorientierten Einsatz in der gymnasialen Oberstufe. Klett, Stuttgart und Dresden 2006.
- Bernd Matzkowski: Wie interpretiere ich Fabeln, Parabeln und Kurzgeschichten? Basiswissen Klassen 11–13. Mit Texten. Bange, Hollfeld 2005.
- Paul Nentwig: Die moderne Kurzgeschichte im Unterricht. Georg Westermann, Braunschweig 1967.
- Timotheus Schwake: EinFach Deutsch Unterrichtsmodelle: Klassische Kurzgeschichten. Herausgegeben von Johannes Diekhans. Schöningh, Paderborn 2008.
- Franz-Josef Thiemermann: Kurzgeschichten im Deutschunterricht. Texte – Interpretationen – Methodische Hinweise. Kamp, Bochum 1967.

### Forschungsliteratur
- Hans Bender: Ortsbestimmung der Kurzgeschichte. In: Akzente 9 (1962), Heft 3, S. 205–225.
- Klaus Doderer: Die Kurzgeschichte in Deutschland. Ihre Form und ihre Entwicklung. Metopen, Wiesbaden 1953.
- Manfred Durzak: Die Kunst der Kurzgeschichte. München 1989 (UTB 1519).
- Manfred Durzak: Die deutsche Kurzgeschichte der Gegenwart. Dritte, erweiterte Auflage, Königshausen & Neumann, Würzburg 2002. ISBN 3-8260-2074-X.
- Walter Höllerer: Die kurze Form der Prosa. In: Akzente 9 (1962), Heft 3, S. 226–245.
- Klaus Lubbers: Typologie der Short Story. Wissenschaftliche Buchgesellschaft, Darmstadt 1977. ISBN 3-534-06442-9.
- Ruth J. Kilchenmann: Die Kurzgeschichte – Formen und Entwicklung. In: Wolfgang Salzmann (Hrsg.): Siebzehn Kurzgeschichten, mit Materialien. Klett, Stuttgart 1982, S. 107 ff.
- Jan Kuipers: Zeitlose Zeit. Die Geschichte der deutschen Kurzgeschichtenforschung. Groningen 1970.
- Leonie Marx: Kurzgeschichte. In: Literaturlexikon. Autoren und Werke deutscher Sprache. Hrsg. von Walther Killy. Gütersloh und München 1988, S. 498 f.
- Leonie Marx: Die deutsche Kurzgeschichte. Dritte, aktualisierte und erweiterte Auflage. Metzler, Stuttgart und Weimar 2005 (Sammlung Metzler 216). ISBN 3-476-13216-1.
- Urs Meyer: Kurz- und Kürzestgeschichte. In: Kleine literarische Formen in Einzeldarstellungen. Reclam, Stuttgart 2002, S. 124–146.
- Hans-Christoph Graf von Nayhauss (Hrsg.): Theorie der Kurzgeschichte (Reihe Arbeitstexte für den Unterricht). Überarbeitete und erweiterte Ausgabe. Reclam, Stuttgart 2004. ISBN 3-15-015057-4.
- Erna Kritsch Neuse: Der Erzähler in der deutschen Kurzgeschichte. Camden House, Columbia (SC) 1991.
- Ludwig Rohner: Theorie der Kurzgeschichte. Zweite, verbesserte Auflage. Athenäum, Wiesbaden 1976.
- Wolfdietrich Schnurre: Kritik und Waffe. Zur Problematik der Kurzgeschichte. In: Deutsche Rundschau 87 (1961), Heft 1, S. 61–66.